# Plebicula escheri
Plebicula escheri är en fjärilsart som beskrevs av Jacob Hübner 1818/27. Plebicula escheri ingår i släktet Plebicula och familjen juvelvingar. Inga underarter finns listade i Catalogue of Life.